# 24-Stunden-Rennen von Daytona 2023

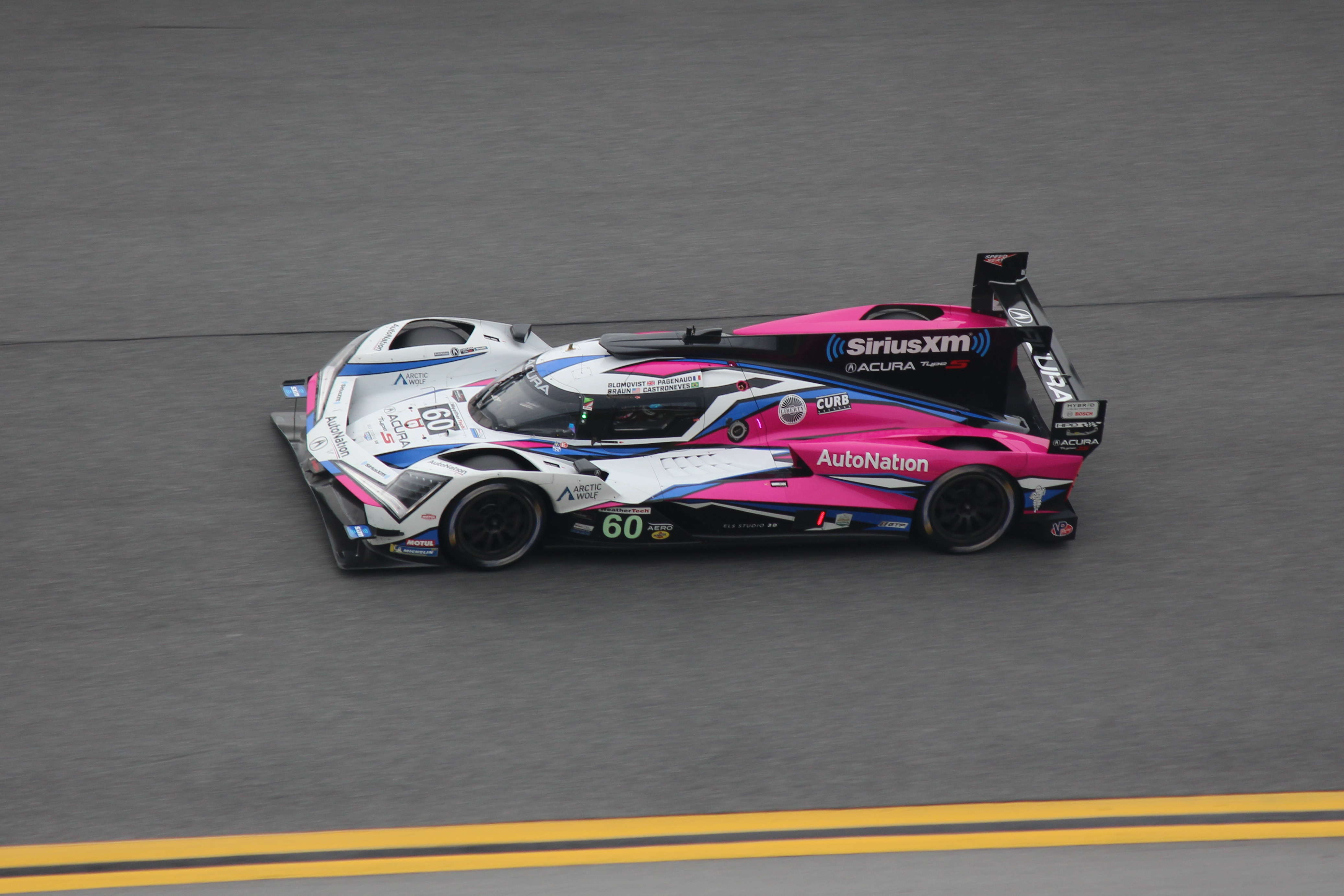
Acura ARX-06 mit der Startnummer 60; Siegerwagen von Tom Blomqvist, Colin Braun, Hélio Castroneves und Simon Pagenaud im Oval

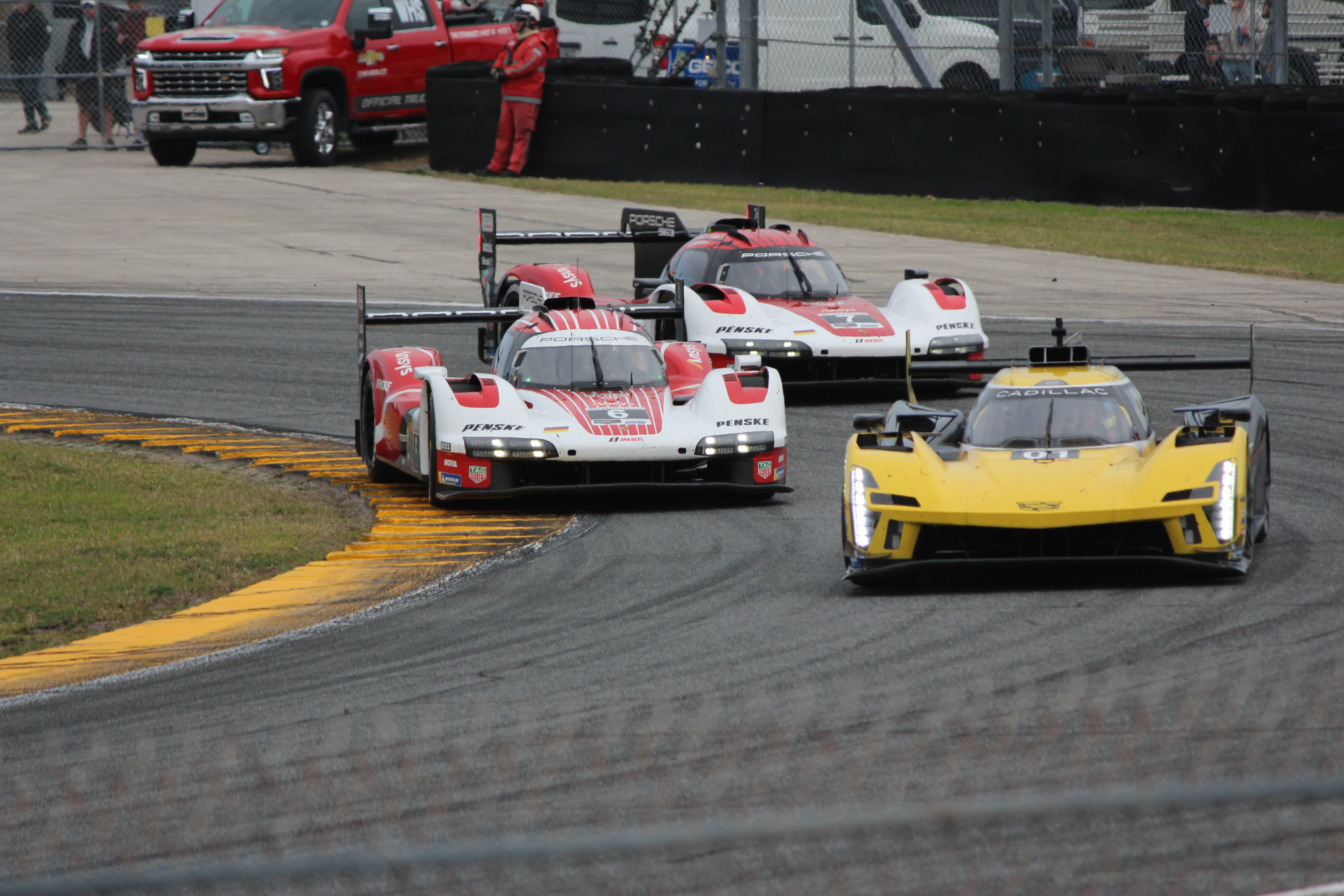
Rechts vorne der drittplatzierte Cadillac V-Series.R von Sébastien Bourdais, Scott Dixon und Renger van der Zande, dahinter die beiden Penske-Porsche 963

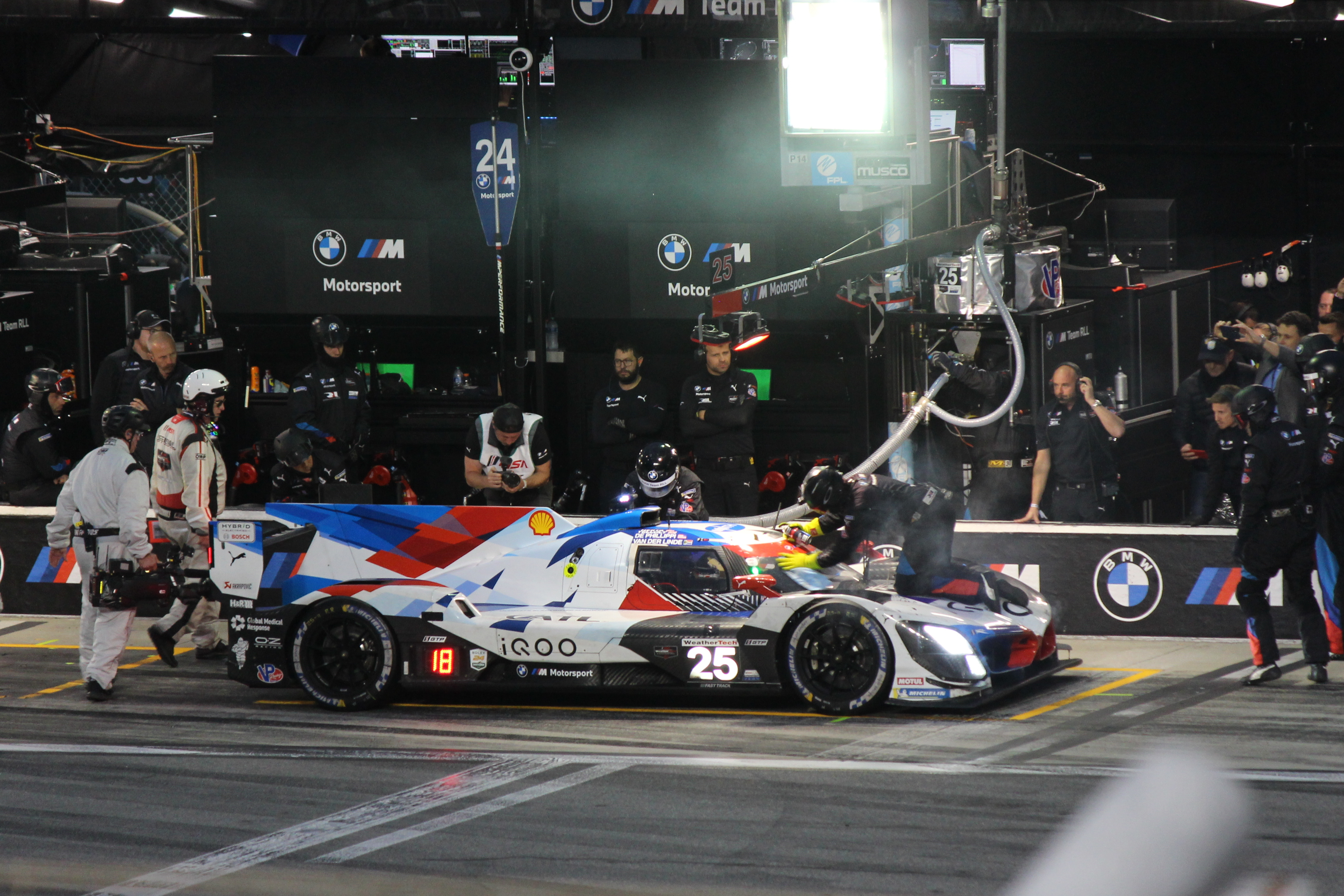
BMW M Hybrid V8 mit der Startnummer 25; Tankstopp in der Nacht

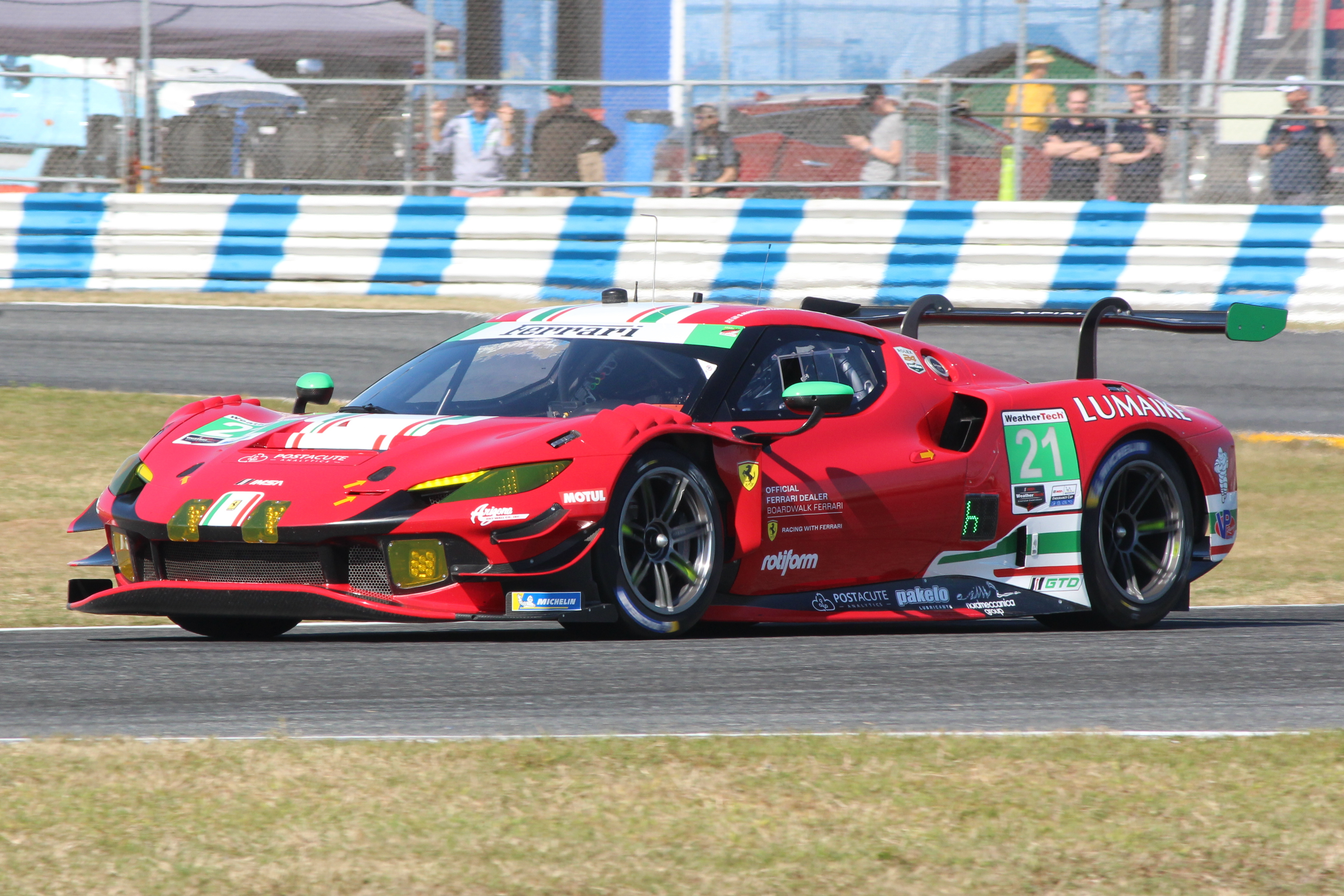
Renndebüt für den Ferrari 296 GT3, hier bei Trainingsrunden

Das 56. 24-Stunden-Rennen von Daytona, auch  2023 Rolex 24 at Daytona, fand am 28. und 29. Januar 2023 auf dem Daytona International Speedway statt und war der erste Wertungslauf zur IMSA WeatherTech SportsCar Championship dieses Jahres.

## Das Rennen
In Daytona fand die Premiere der Rennwagen der neuen LMDh-Fahrzeugklasse statt. LMDh-Prototypen ersetzten ab dem Beginn der Saison 2023 in der IMSA-Serie die bisherigen DPi-Wagen und waren sowohl in der IMSA (Klassenbezeichnung GTP) als auch in der FIA-Langstrecken-Weltmeisterschaft startberechtigt. Dem Debüt der Wagen mit Verbrennungsmotoren plus Hybridantrieb war eine lange Testphase vorausgegangen. Das Rennen in Daytona war die erste Bewährungsprobe. Am 13. Januar veröffentlichte die IMSA die Balance of Performance für die vier gemeldeten LMDh-Modelle Acura ARX-06, BMW M Hybrid V8, Cadillac V-Series.R und Porsche 963. Für alle vier Fahrzeuge galt ein Mindestgewicht von 1.030 Kilogramm, eine Energiebegrenzung auf 920 Megajoule zwischen zwei regulären Boxenstopps und der maximale Benzindurchfluss von 23 Megajoule pro Sekunde beim Nachtanken. Unterschiede gab es nur bei der Höchstdrehzahl der Motoren. Für den 2,4-Liter-V-Sechszylinder des Acura galten 9512 Umdrehungen pro Minute als maximale Drehzahl. Beim 4-Liter V-Achtzylinder des BMW waren es 8000 Umdrehungen, beim 5,5-Liter-V8 des Cadillac 8800 und beim 4,6-Liter-V8 des Porsche 8158 Umdrehungen pro Minute.
Das Meyer Shank Racing Team wiederholte den Vorjahressieg und war mit dem Acura das erste LMDh-Siegerteam der Daytona-Geschichte. Bereits im Qualifikationstraining das schnellste Auto, war die Startnummer 60 mit den Fahrern Tom Blomqvist, Colin Braun, Hélio Castroneves und Simon Pagenaud im Rennen dominierend. Tom Blomqvist, der Sohn des ehemaligen schwedischen Rallyefahrers Stig Blomqvist, war wesentlich am Erfolg beteiligt. Er fuhr bei jedem Einsatz einen Vorsprung auf die Konkurrenz heraus. Das einzige technische Problem des Wagens während der 24-Stunden-Distanz war ein Leck im Getriebeöltank, das bei einem regulären Boxenstopp nur notdürftig repariert werden konnte. In der Folge mussten Mechaniker bei Stopps immer wieder Getriebeöl nachfüllen, was bei der Mindeststandzeit von 40 Sekunden, ausgelöst durch den langen Tankvorgang, kein Problem war. Der Vorsprung von zwei Runden auf das restliche Starterfeld, ging durch sechs Full-Course-Yellow-Phasen während der letzten vier Rennstunden verloren. 35 Minuten vor Schluss gab es einen Sprint der beiden Acura und zweier Cadillacs um den Sieg. Wieder war es Blomqvist, der in kurzer Zeit einen Sekundenvorsprung auf den Taylor/Andretti-Acura von Filipe Albuquerque herausfahren konnte, den er bis zur Zieldurchfahrt hielt.
Von den drei gemeldeten Cadillacs hatten zwei, die Wagen mit den Startnummer 01 und 02, ein nahezu problemloses Rennen. Der Nachteil gegenüber den siegreichen Acuras war geringfügig und betraf vor allem die Höchstgeschwindigkeit auf den Geraden. Renger van der Zande und Earl Bamber lieferten sich in der Schlussphase einen Zweikampf um den dritten Rang, den van der Zande für sich entschied. Der von Bamber und den Teamkollegen Alex Lynn und Richard Westbrook gefahrene Cadillac (Startnummer 02) wird die restliche Saison in der FIA-Langstrecken-Weltmeisterschaft bestreiten. Beim dritten Cadillac traten in der Nacht Schwierigkeiten beim Gangwechsel auf. Mehrere unplanmäßige Boxenstopps kosteten dem Team 15 Runden, die auch während der Gelbphasen nicht mehr wettgemacht werden konnten. Weniger sorgenfrei waren die Einsätze bei Porsche und BMW. Der 963 von Nick Tandy, Mathieu Jaminet und Dane Cameron war der einzige LMDh-Wagen, der nicht ins Ziel kam. Drei Stunden vor Schluss beendete ein Getriebeschaden den Einsatz. Der zweite Porsche hatte etliche Reparaturstopps, unter anderem um die Batterie zu tauschen und Teile des Kühlsystems zu erneuern, und kam mit 34 Runden Rückstand ins Ziel. Erster LMDh an der Box war der BMW mit der Startnummer 25, bei dem nach 50 Minuten Fahrzeit der Hybridantrieb ausfiel. Zwei Stunden stand der Wagen zum Kompletttausch im Fahrerlager. Die restliche Fahrzeit war ein Test unter Rennbedingungen. Der BMW mit der Startnummer 24 kam mit 15 Runden Rückstand an der sechsten Stelle der Gesamtwertung ins Ziel.
Der zeitliche Unterschied von 16 Tausendstelsekunden entschied die LMP2-Klasse. Auf der Start-und-Ziel-Geraden überholte James Allen im Proton-Competition-Oreca 07 in der letzten Runde den vor ihm fahrenden Ben Hanley (ebenfalls Oreca 07) mithilfe des Windschattens und hatte am Ende des Rennens 0,016 Sekunden Vorsprung. Kurios war der Rennbeginn für den Starworks-Oreca mit der Startnummer 8, einem Mitfavoriten auf den Klassensieg. John Farano saß am Steuer, als das Fahrzeug nach einer halben Runde stehen blieb. Die Trinkflasche war undicht, Flüssigkeit tropfte auf die Electronic Control Unit und legte die Elektronik lahm. Am Ende erreichte das Team noch den fünften Klassenrang. Den mit 14 Runden Vorsprung deutlichsten Abstand zwischen Erstem und Zweitem gab es in der LMP3-Klasse mit Wayne Boyd, Anthony Mantella, Thomas Merrill und Nicolás Varrone im Duqueine M30 - D08 vor dem Performance-Tech-Motorsports-Ligier JS P320.
Ein schwerer Trainingsunfall von Lucas Auer überschatte das Rennen der GTD-Klasse. Auer hatte im Qualifikationstraining im Winward-Mercedes-AMG GT3 Evo die schnellste Rundenzeit erzielt und prallte im freien Training bei hohem Tempo gegen die Streckenbegrenzung. Um ihn zu bergen, musste das Dach des Mercedes aufgeschnitten werden. Auer erlitt beim Unfall den Bruch zweier Lendenwirbel. Die notwendige Operation verlief erfolgreich. Den Winward-Mechanikern gelang in der Nacht vor dem Rennen der Komplettaufbau eines neuen Chassis, als Ersatz für Auer kam Daniel Morad ins Team, das nicht von Glück verfolgt war. Beim letzten Restart, 35 Minuten vor dem Rennende, lagen die drei führenden GTD-Pro-Fahrzeuge zwischen dem Aston Martin Vantage AMR GT3 von Marco Sørensen und Philip Ellis im Winward-Mercedes (beides Fahrzeuge aus der GTD-Klasse). Beim Versuch die Pro-Wagen zu überholen, um Sørensen nicht davonfahren zu lassen, kollidierte Ellis mit Antonio García im Chevrolet Corvette C8.R GTD. Während García weiterfahren konnte, rutschte Ellis an derselben Stelle wie Auer im Training in die Mauer und musste aufgeben. Die Rennklasse gewann Sørensen mit seinen Teamkollegen für Aston Martin. Für Mercedes gab es mit dem Erfolg von Maro Engel, Jules Gounon, Daniel Juncadella und Cooper MacNeil im WeatherTech-Mercedes-AMG GT3 Evo in der GTD-Pro-Klasse doch noch ein versöhnliches Ende.
Für das Siegerteam gab es einige Wochen nach dem Rennen ein unrühmliches Nachspiel. Bei Honda Performance Development, der Motorsporttochter von Honda in den Vereinigten Staaten, stellten Techniker Manipulationen des Reifendrucks beim Acura mit der Startnummer 60 fest. HPD meldete das Vergehen der IMSA wo man drastische Maßnahmen ergriff. Die Fahrer durften den Sieg behalten, verloren aber wie das Team alle Meisterschaftspunkte.  Außerdem mussten die gesamten Preisgelder refundiert werden. Meyer Skank Racing Eigentümer Mike Shank wurde bis zum 30. Juni 2023 von allen Rennen suspendiert. Mittels einer speziellen Software wurde von einem Mitarbeiter (inzwischen fristlos entlassen) der regelkonforme Reifendruck in Echtzeit an die Rennleitung gemeldet, obwohl das Fahrzeug mit einem geringeren auf der Strecke war. Dazu HPD: „Wir sind sehr enttäuscht über das Fehlverhalten von Meyer Shank Racing während des Rennens in Daytona. Wir haben ein Problem mit den Daten des Autos mit der Startnummer 60 entdeckt und nach einer gründlichen Analyse unsere Erkenntnisse der IMSA mitgeteilt“.

## Ergebnisse

### Schlussklassement
| 1           | GTP     | 60  | Meyer Shank Racing with Curb-Agajanian      | Tom Blomqvist Colin Braun Hélio Castroneves Simon Pagenaud          | Acura ARX-06                  | 783 |
| 2           | GTP     | 10  | Wayne Taylor Racing with Andretti Autosport | Filipe Albuquerque Louis Delétraz Brendon Hartley Ricky Taylor      | Acura ARX-06                  | 783 |
| 3           | GTP     | 01  | Cadillac Racing                             | Sébastien Bourdais Scott Dixon Renger van der Zande                 | Cadillac V-Series.R           | 783 |
| 4           | GTP     | 02  | Cadillac Racing                             | Earl Bamber Alex Lynn Richard Westbrook                             | Cadillac V-Series.R           | 783 |
| 5           | GTP     | 31  | Whelen Engineering Racing                   | Jack Aitken Luís Felipe Derani Alexander Sims                       | Cadillac V-Series.R           | 771 |
| 6           | GTP     | 24  | BMW M Team RLL                              | Philipp Eng Augusto Farfus Colton Herta Marco Wittmann              | BMW M Hybrid V8               | 768 |
| 7           | LMP2    | 55  | Proton Competition                          | James Allen Gianmaria Bruni Francesco Pizzi Fred Poordad            | Oreca 07                      | 761 |
| 8           | LMP2    | 04  | CrowdStrike Racing by APR                   | Esteban Gutiérrez Ben Hanley George Kurtz Matt McMurry              | Oreca 07                      | 761 |
| 9           | LMP2    | 88  | AF Corse                                    | Julien Canal Nicklas Nielsen François Perrodo Matthieu Vaxivière    | Oreca 07                      | 761 |
| 10          | LMP2    | 35  | TDS Racing                                  | Giedo van der Garde François Hériau Josh Pierson Job van Uitert     | Oreca 07                      | 761 |
| 11          | LMP2    | 8   | Tower Motorsports                           | John Farano Scott McLaughlin Josef Newgarden Kyffin Simpson         | Oreca 07                      | 759 |
| 12          | LMP2    | 51  | Rick Ware Racing                            | Austin Cindric Devlin DeFrancesco Pietro Fittipaldi Eric Lux        | Oreca 07                      | 758 |
| 13          | LMP2    | 52  | PR1 Mathiasen Motorsports                   | Paul-Loup Chatin Ben Keating Nicolas Lapierre Alex Quinn            | Oreca 07                      | 757 |
| 14          | GTP     | 7   | Porsche Penske Motorsport                   | Matt Campbell Michael Christensen Felipe Nasr                       | Porsche 963                   | 749 |
| 15          | LMP3    | 17  | AWA                                         | Wayne Boyd Anthony Mantella Thomas Merrill Nicolás Varrone          | Duqueine M30 - D08            | 737 |
| 16          | GTD     | 27  | Heart of Racing Team                        | Roman De Angelis Ian James Marco Sørensen Darren Turner             | Aston Martin Vantage AMR GT3  | 729 |
| 17          | GTD-Pro | 79  | WeatherTech Racing                          | Maro Engel Jules Gounon Daniel Juncadella Cooper MacNeil            | Mercedes-AMG GT3 Evo          | 729 |
| 18          | GTD     | 44  | Magnus Racing                               | Andy Lally John Potter Spencer Pumpelly Nicki Thiim                 | Aston Martin Vantage AMR GT3  | 729 |
| 19          | GTD-Pro | 3   | Corvette Racing                             | Antonio García Tommy Milner Jordan Taylor                           | Chevrolet Corvette C8.R GTD   | 729 |
| 20          | GTD-Pro | 14  | Vasser Sullivan Racing                      | Ben Barnicoat Mike Conway Jack Hawksworth                           | Lexus RC F GT3                | 729 |
| 21          | GTD     | 70  | Inception Racing                            | Brendan Iribe Marvin Kirchhöfer Ollie Millroy Frederik Schandorff   | McLaren 720S GT3              | 729 |
| 22          | GTD     | 66  | Gradient Racing                             | Mario Farnbacher Katherine Legge Marc Miller Sheena Monk            | Acura NSX GT3 Evo22           | 729 |
| 23          | GTD     | 12  | Vasser Sullivan Racing                      | Kyle Kirkwood Frankie Montecalvo Aaron Telitz Parker Thompson       | Lexus RC F GT3                | 728 |
| 24          | GTD-Pro | 63  | Iron Lynx                                   | Mirko Bortolotti Andrea Caldarelli Romain Grosjean Jordan Pepper    | Lamborghini Huracán GT3 Evo 2 | 728 |
| 25          | GTD-Pro | 9   | Pfaff Motorsports                           | Klaus Bachler Patrick Pilet Laurens Vanthoor                        | Porsche 911 GT3 R (992)       | 728 |
| 26          | GTD     | 93  | Racers Edge Motorsports with WTR            | Ryan Briscoe Danny Formal Ashton Harrison Kyle Marcelli             | Acura NSX GT3 Evo22           | 727 |
| 27          | GTD     | 78  | US RaceTronics                              | Misha Goikhberg Benjamin Hites Marco Mapelli Loris Spinelli         | Lamborghini Huracán GT3 Evo 2 | 726 |
| 28          | GTD     | 1   | Paul Miller Racing                          | Corey Lewis Maxime Martin Bryan Sellers Madison Snow                | BMW M4 GT3                    | 726 |
| 29          | LMP3    | 33  | Sean Creech Motorsport                      | João Barbosa Nico Pino Nolan Siegel Lance Willsey                   | Ligier JS P320                | 725 |
| 30          | GTD     | 16  | Wright Motorsports                          | Ryan Hardwick Jan Heylen Dennis Olsen Zacharie Robichon             | Porsche 911 GT3 R (992)       | 723 |
| 31          | LMP3    | 38  | Performance Tech Motorsports                | Christopher Allen Connor Bloum John De Angelis Cameron Shields      | Ligier JS P320                | 721 |
| 32          | GTD     | 023 | Triarsi Competizione                        | Andrea Bertolini Alessio Rovera Charlie Scardina Onofrio Triarsi    | Ferrari 296 GT3               | 719 |
| 33          | GTD     | 77  | Wright Motorsports                          | Alan Brynjolfsson Kévin Estre Trent Hindman Maxwell Root            | Porsche 911 GT3 R (992)       | 719 |
| 34          | GTD-Pro | 53  | MDK Motorsports                             | Trenton Estep Jason Hart Mark Kvamme Jan Magnussen                  | Porsche 911 GT3 R (992)       | 717 |
| 35          | LMP3    | 13  | AWA                                         | Matthew Bell Orey Fidani Lars Kern Moritz Kranz                     | Duqueine M30 - D08            | 717 |
| 36          | GTD-Pro | 23  | Heart of Racing Team                        | Ross Gunn David Pittard Alex Riberas                                | Aston Martin Vantage AMR GT3  | 716 |
| 37          | LMP3    | 85  | JDC-Miller MotorSports                      | Till Bechtolsheimer Mason Filippi Tijmen van der Helm Luca Mars     | Duqueine M30 - D08            | 715 |
| 38          | GTD     | 19  | Iron Lynx                                   | Raffaele Giammaria Rolf Ineichen Franck Perera Claudio Schiavoni    | Lamborghini Huracán GT3 Evo 2 | 714 |
| 39          | GTD     | 80  | AO Racing Team                              | P. J. Hyett Gunnar Jeannette Sebastian Priaulx Harry Tincknell      | Porsche 911 GT3 R (992)       | 710 |
| 40          | GTD     | 32  | Team Korthoff Motorsports                   | Maximilian Götz Mikaël Grenier Kenton Koch Mike Skeen               | Mercedes-AMG GT3 Evo          | 709 |
| 41          | GTD     | 91  | Kelly-Moss with Riley                       | Julien Andlauer Kay van Berlo Jaxon Evans Alan Metni                | Porsche 911 GT3 R (992)       | 699 |
| 42          | GTD     | 96  | Turner Motorsport                           | Michael Dinan Robby Foley Patrick Gallagher Jens Klingmann          | BMW M4 GT3                    | 695 |
| 43          | GTD-Pro | 64  | TGM TF Sport                                | Ted Giovanis Hugh Plumb Matt Plumb Owen Trinkler                    | Aston Martin Vantage AMR GT3  | 674 |
| 44          | GTD     | 83  | Iron Dames                                  | Sarah Bovy Rahel Frey Michelle Gatting Doriane Pin                  | Lamborghini Huracán GT3 Evo 2 | 659 |
| 45          | GTP     | 25  | BMW M Team RLL                              | Connor De Phillippi Colton Herta Sheldon van der Linde Nick Yelloly | BMW M Hybrid V8               | 652 |
| Ausgefallen |         |     |                                             |                                                                     |                               |     |
| 46          | GTD     | 57  | HTP Winward Racing                          | Indy Dontje Philip Ellis Daniel Morad Russell Ward                  | Mercedes-AMG GT3 Evo          | 710 |
| 47          | GTP     | 6   | Porsche Penske Motorsport                   | Dane Cameron Mathieu Jaminet Nick Tandy                             | Porsche 963                   | 700 |
| 48          | GTD     | 21  | AF Corse                                    | Francesco Castellacci Simon Mann Miguel Molina Luís Pérez Companc   | Ferrari 296 GT3               | 655 |
| 49          | LMP2    | 20  | High Class Racing                           | Dennis Andersen Anders Fjordbach Ed Jones Raffaele Marciello        | Oreca 07                      | 646 |
| 50          | GTD-Pro | 95  | Turner Motorsport                           | Bill Auberlen John Edwards Chandler Hull Bruno Spengler             | BMW M4 GT3                    | 635 |
| 51          | LMP3    | 87  | Fast MD Racing                              | Nick Boulle Yū Kanamaru Antonio Serravalle James Vance              | Duqueine M30 - D08            | 618 |
| 52          | LMP2    | 18  | Era Motorsport                              | Ryan Dalziel Oliver Jarvis Dwight Merriman Christian Rasmussen      | Oreca 07                      | 510 |
| 53          | LMP3    | 36  | Andretti Autosport                          | Jarett Andretti Gabby Chaves Dakota Dickerson Rasmus Lindh          | Ligier JS P320                | 371 |
| 54          | LMP3    | 43  | MRS GT-Racing                               | Sebastián Álvarez Danial Frost Guilherme Oliveira Alex Vogel        | Ligier JS P320                | 368 |
| 55          | GTD     | 42  | NTE Sport                                   | Jaden Conwright Alessio Deledda Kerong Li Robert Megennis           | Lamborghini Huracán GT3 Evo 2 | 356 |
| 56          | GTD-Pro | 62  | Risi Competizione                           | James Calado Alessandro Pier Guidi Davide Rigon Daniel Serra        | Ferrari 296 GT3               | 349 |
| 57          | GTD     | 92  | Kelly-Moss with Riley                       | Jeroen Bleekemolen David Brule Andrew Davis Alec Udell              | Porsche 911 GT3 R (992)       | 278 |
| 58          | LMP2    | 11  | TDS Racing                                  | Scott Huffaker Mikkel Jensen Steven Thomas Rinus VeeKay             | Oreca 07                      | 249 |
| 59          | GTD     | 75  | SunEnergy1 Racing                           | Kenny Habul Axcil Jefferies Fabian Schiller Luca Stolz              | Mercedes-AMG GT3 Evo          | 233 |
| 60          | LMP3    | 74  | Riley Motorsports                           | Glenn van Berlo Josh Burdon Felipe Fraga Gar Robinson               | Ligier JS P320                | 89  |
| 61          | GTD     | 47  | Cetilar Racing                              | Alessandro Balzan Antonio Fuoco Roberto Lacorte Giorgio Sernagiotto | Ferrari 296 GT3               | 44  |

### Nur in der Meldeliste
Zu diesem Rennen sind keine weiteren Meldungen bekannt.

### Klassensieger
| Klasse  | Fahrer           | Fahrer           | Fahrer            | Fahrer          | Fahrzeug                     | Platzierung im Gesamtklassement |
| ------- | ---------------- | ---------------- | ----------------- | --------------- | ---------------------------- | ------------------------------- |
| GTP     | Tom Blomqvist    | Colin Braun      | Hélio Castroneves | Simon Pagenaud  | Acura ARX-06                 | Gesamtsieg                      |
| LMP2    | James Allen      | Gianmaria Bruni  | Francesco Pizzi   | Fred Poordad    | Oreca 07                     | Rang 7                          |
| LMP3    | Wayne Boyd       | Anthony Mantella | Thomas Merrill    | Nicolás Varrone | Duqueine M30 - D08           | Rang 15                         |
| GTD-Pro | Maro Engel       | Jules Gounon     | Daniel Juncadella | Cooper MacNeil  | Mercedes-AMG GT3 Evo         | Rang 17                         |
| GTD     | Roman De Angelis | Ian James        | Marco Sørensen    | Darren Turner   | Aston Martin Vantage AMR GT3 | Rang 16                         |

### Renndaten
- Gemeldet: 61
- Gestartet: 61
- Gewertet: 45
- Rennklassen: 5
- Zuschauer: unbekannt
- Wetter am Renntag: trocken und kühl
- Streckenlänge: 5,728 km
- Fahrzeit des Siegerteams: 24:01:19,952 Stunden
- Gesamtrunden des Siegerteams: 783
- Gesamtdistanz des Siegerteams: 4485,024 km
- Siegerschnitt: unbekannt
- Pole Position: Tom Blomqvist – Acura ARX-06 (#60) – 1:34,031
- Schnellste Rennrunde: Tom Blomqvist – Acura ARX-06 (#60) – 1:35,616 = 215,710 km/h
- Rennserie: 1. Lauf zur IMSA WeatherTech SportsCar Championship 2023